# Leurre anti-sonar

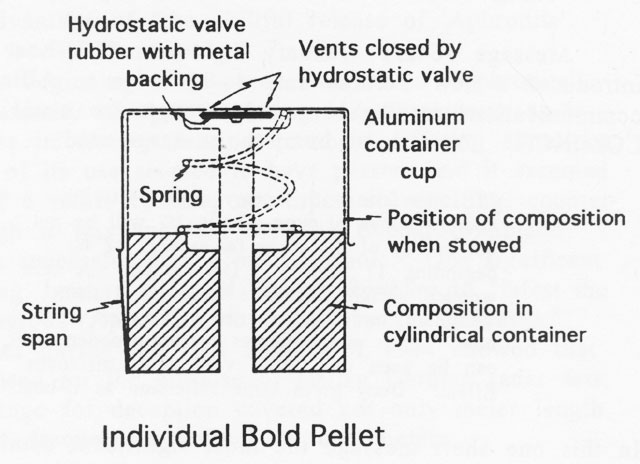
Schéma du fonctionnement d’un Leurre anti-sonars

Un leurre anti-sonar est un système permettant de leurrer un sonar.

## Leurre sous-marin
Le premier leurre sous-marin fut le Pillenwerfer, un leurre utilisé par les sous-marins allemands pendant la Seconde Guerre mondiale.

## Leurre anti-torpille
Les leurres anti-torpilles furent d'abord utilisés par les bateaux pour leurrer les torpilles acoustiques.

## Exemples

### Leurres à gaz
- Pillenwerfer ou BOLD

- Sieglinde

### Leurres explosifs ou à marteau
- Siegmund

### Leurres à signature
- AN/SLQ-25 Nixie

- Contralto

### Leurres remorqués
- Foxer
- T-Mk 6 Fanfare